# American Visa
American Visa és una pel·lícula Mexicana-boliviana de l'any 2005 dirigida pel bolivià Juan Carlos Valdivia.

## Argument
La pel·lícula inicia quan Mario està en camí a La Paz. Allí, Mario intenta obtenir una visa pels Estats Units amb la finalitat d'anar a visitar al seu fill i, eventualment, quedar-se a viure en aquell país. Al principi el procés sembla anar bé. Mario lliura els seus papers a l'Ambaixada dels Estats Units, on li diuen que tot està en ordre i que pot tornar en una setmana per a rebre la visa. En creure que té assegurada la seva entrada als Estats Units, Mario compra un bitllet per a Miami. A l'hotel on s'allotja, Mario coneix a una "stripper" anomenada Blanca. Quan ell li conta que s'anirà a Miami per a trobar-se amb el seu fill, Blanca intenta convèncer-lo que es quedi a Bolívia perquè ella no crea en el "somni americà".
Una setmana després, Mario torna a l'Ambaixada i un funcionari li diu que ha de comprovar que no intentarà quedar-se als Estats Units. Al no poder comprovar-ho, Mario es va enutjat. Fora de l'Ambaixada, una dona li dona una targeta d'una companyia que promet ajudar-lo a aconseguir la visa. Mario visita l'oficina i s'assabenta que la companyia li demana $5000 per a tramitar-li el permís, quantitat que ell no posseeix. Mario continua relacionant-se amb Blanca mentre busca possibilitats per a aconseguir els diners. Després de vendre-li or a una dona en una botiga, Mario idea un pla. Per dies, vigila la botiga i segueix al missatger després que aquest tanca. Mario esbrina que l'amo de la botiga té diversos negocis del mateix tipus. A partir d'aquest moment, Mario decideix robar-lo per a aconseguir els diners que necessita. Mentrestant Blanca s'enamora d'ell.
Eventualment, Mario entra a la casa de l'amo de la botiga i comet el robatori. Durant el furt, Mario lluita amb l'amo i el colpeja. Quan l'home cau a terra, Mario creu que l'ha matat. Mario torna a l'hotel i lamenta el que ha fet.
L'endemà, Mario compra la visa. Després, s'assabenta que l'ambaixador estatunidenc és qui embeni aquests documents. Després de rebre la visa, Mario planeja la visita al seu fill, però l'home a qui ha assaltat (i a qui Mario creï mort) té un altre pla i envia a dos dels seus treballadors per a atrapar a Mario i portar-lo al camp per a interrogar-lo. En adonar-se que Mario ja no té els diners, els homes li donen una pallissa i el llancen per un penya-segat. Malgrat això, Mario no mor i és portat a un hospital. Allí es retroba amb Blanca. Després de recuperar-se, Mario posposa els seus plans de viatjar a Miami i es va amb Blanca a visitar el poble d'ella.

## Repartiment
- Demián Bichir (Mario)
- Kate del Castillo (Blanca)
- Alberto Etcheverry (Don Antonio)
- Jorge Ortiz (tramitador visa)

## Premis
- XXI Premis Goya: Nominada al Goya a la millor pel·lícula estrangera de parla hispana.[3]
- Premi Ariel al millor guió adaptat (2006)[4]
- Festival de Cinema Iberoamericà de Huelva (2006): Colón de Plata (Kate del Castillo) i Premi Radio Exterior de España (Juan Carlos Valdivia).[5]